# Sot
Sot es un pueblo ubicado en la municipalidad de Šid, en el distrito de Sirmia, Serbia.

## Superficie
Posee una superficie de 21,88 kilómetros cuadrados.

## Demografía
Hasta 2011 la población era de 679 habitantes, con una densidad de población de 31,03 habitantes por kilómetro cuadrado.